# 西角町
西角町（にしかどちょう）は、愛知県名古屋市中区の地名。

## 歴史

### 沿革
- 1878年（明治11年） - 名古屋区西角町が成立[3]。
- 1889年（明治22年）10月21日 - 名古屋市成立に伴い、同市西角町となる[3]。
- 1908年（明治41年）4月1日 - 中区編入により、同区西角町となる[3]。
- 1969年（昭和44年）10月21日 - 中区大須一丁目に編入され消滅[3]。